# Антракс
Вижте пояснителната страница за други значения на Антракс.
Антраксът (от старогръцки: ἄνθραξ – въглен; латинско име: Pustula maligna; на български известен и като синя пъпка, сибирска язва, въглен и злокачествен оток) е остро заразно заболяване, което се характеризира с тежка интоксикация.
Болестта е зооноза, която се разпространява главно от трупове на заразени и умрели домашни и диви животни. По хората се разпространява чрез контакт със заразени животни, заразена почва, месо и предмети, имали досег с трупа.

## История
Най-старите сигурни сведения за наличието на заболяване от антракс са от преди 32 хиляди години. Открити са спори от бацила в частично запазен мамут умрял в долината на река Хрома в Якутия.
Антраксът е заболяване известно на хората от дълбока древност. Още тогава то е било широко разпространено в Древен Египет, Сирия и Гърция. В Библията е описан като петото или шестото наказание над Египет при изхода на евреите от там. Първоначално антраксът е познат като болест по копитните животни. Може да се смята, че той е упоменат в индийски текстове и в съчиненията на Омир и Вергилий. Древни арабски лекари го наричат „персийски огън“. В произведението „Метаморфози“ Овидий го описва като „свещен огън“ (Ignis sacer). В Георгики, Вергилий изказва предположение, че хората се заразяват с болестта от болни овце. Според него е недопустмо да се одират умрели говеда. Вергилий пише, че не трябва да се стрижат болни овце и да не се ползва вълната добита от тях. В „Естествена история“ Плиний Стари го нарича карбункул.
Сибирската язва е била широко разпространена в Средновековна Европа. На границата между първо и второ хилядолетие два пъти са избухвали епидемии от антракс. През 1607 г. на Стария континент избухва епидемия, по време на която умират около 60 000 души. В Америка антраксът се разпространява след заселването на Новия свят от европейците. През 1847 г. антраксът се появява и в Австралия.

За заплахите, които носи болестта и възможния мор на добитък и хора в миналото говори и факта, че в периода 1631 – 1681 г. в Русия са издадени 36 царски указа за борба с епизоотиите. През 1640 г. Михаил Романов издава указ, който гласи:
| „ | ...а тези хора... с чумави коне и с други видове чумави животни не трябва да снемат тяхната кожа, хора с чумави коне или всякакви други чумави животни трябва да ги заровят дълбоко в земята. Този, който наруши царския указ да бъде наказан с камшични удари без никаква милост. | “ |

Поради факта, че в руския език терминът антракс (на руски: сибирская язва) се появява през 18 век, то може само да се предполага, че думите мор и падеж скота (чума по добитъка), упоменати в царските укази се отнасят за това заболяване.

## Разпространение
Антраксът е широко разпространен. Среща се най-често в умерените селскостопански райони. Областите с най-висок риск от заразяване се намират в Южна и Централна Америка, Южна и Източна Европа, Африка, Азия, Карибския басейн и Близкия изток. В Съединените щати заболяването е слабо разпространено. Огнища на антракс са регистрирани в Калифорния, Луизиана, Мисисипи, Небраска, Северна Дакота, Оклахома, Южна Дакота и Тексас. Рядко разпространен е в Австралия. В Европа съществуват три зони на разпространение на антракса – северна, централна и южна. В южната зона заболеваемостта е най-висока докато в Северна Европа е с най-ниска плътност и се проявява рядко със спорадични случаи.
Ежегодно на Земята боледуват 7800 – 9000 души. Антраксът е рисково заболяване в страни без или с минимално ефективни програми за обществено здраве.
Специфичното разпространение на антракса зависи и от степента на развито животновъдство в даден район и от характера на почвите, в които попадат спорите. За съществуването и оцеляването на бацила в почвата влияние оказват не толкова температурата и влажността, а по-скоро наличието на органични съединения, които да служат за микроба като благоприятен субстрат. За оцеляването на бацилите влияние оказва и киселинността. Например тундровите почви, където киселинната реакция е добре изразена, причинителите на антракса не оцеляват дълго време. Обратно, слабо алкалните или неутралните почви богати на хумус и други органични вещества са подходящи за дългогодишното съхранение на инвазиоспособни спори. Типичен пример за такава почва е черноземът, където на места се образуват влажни или заблатени ниски места събрали отичащи се дъждовни води.

### В България
В миналото антраксът е бил значително разпространен в България.

## Етиология
Заболяването се причинява от бактерията Bacillus anthracis. Това е ендоспорообразуващ Грам-положителен неподвижен, пръчковиден или кълбообразен микроорганизъм с размери 1,2 Х 3 – 10 μm с право или конкавно отсечени краища. Антраксният бацил е аероб или факултативен анаероб. Развива се при оптимална температура 35 – 36 °C, но може да се размножава в температурен диапазон от 15 – 40 °C. Вирулентната форма причиняваща клиничната проява на заболяването е R-формата, докато S-формата е авирулентна. Има изразени карболитични и протеолитични свойства. Във вегетативната си форма представлява права пръчица разположена поединично или съчленена в къси верижки в болните или дълги верижки в хранителните среди. Краищата на пръчиците са леко удебелени. В организма образуват капсули, а във външната среда – спори.
В лабораторни условия се размножава в обикновени хранителни среди. В тях той образува характерни едри сребристосиви R-колонии с къдрава периферия, наподобяващи тялото на медуза или лъвска грива. В хранителен бульон за около едно денонощие образува рехаво памукообразно отлагане на дъното или по стените на епруветката, без да размътва бульона. В кръвен агар расте, но не предизвиква хемолиза. Това му свойство го отличава от останалите представители на род Bacillus. В желатин в бод образува растеж за 2 до 5 дни. Той наподобява корените на дърво или обърната елхичка. Растежът е обилен в горния слой и постепенно намалява надолу поради липсата на кислород. Антраксния бацил пресича и пептонизира млякото, хидролизира скорбялата и казеина, разцепва глюкозата и възстановява нитратите.
Bacillus anthracis има три основни антигена – капсулен, соматичен, образува комплексен екзотоксин съдържащ третия протективен белтъчен антиген.
- Капсулният антиген е полипептид. Не притежава токсични свойства, но има изразена антифагоцитна активност, която е важен фактор за вирулентността на антраксния бацил.
- Соматичният антиген е хаптен, общ за всички щамове на Bacillus anthracis и дори други видове от род Bacillus. Антигенът е термостабилен и не се повлиява от процесите на трупното разлагане. Запазва се няколко месеца в трупен материал.
- Екзотоксинът е съставен от три протеина: протективен антиген, летален фактор и едема фактор. Той е първостепенен патогенен фактор, който определя патоморфологичните изменения в организма и основните клинични признаци в хода на заболяването.

В поразените организми бацилите образуват капсула. Тя е защитно свойство на микроба срещу защитните субстанции и фагоцитната активност на живия организъм. В загниващ труп вегетативните форми бързо загиват и оставят само капсули под формата на сенки. Капсулата е фактор на вирулентността на бацила. Изградена е от глутаминова киселина. При наличие на кислород, влага и температура от 12 до 42 °C извън организма бацилите образуват спори.
Вегетативните форми на Bacillus anthracis не са издръжливи във външна среда, а дезинфекционните разтвори ги инактивират бързо. Спорите на бацила обаче са изключително издръжливи. В градинската почва се запазват жизненоспособни до 15 години, във влажна почва – до 4 години, в морска вода 8 – 12 години, в отпадни води – до 3 години. Според редица автори спорите в почвата остават жизнеспособни дори 30 – 50 години. Различните методи за консервиране ги запазват в хранителните продукти за дълго време. Дезинфекционните средства ги инактивират в значително по-високи концентрации с по-продължителна експозиция на дезинфекционния разтвор. Използват се например 5% разтвор на фенол за 2 дни, 10% разтвор на хлорна вар за един час или 10% разтвор на хлорамин за 10 часа.

## Възприемчивост
Bacillus anthracis е патогенен за всички видове селскостопански и диви бозайници, предимно тревопасни. Боледуват и всеядни бозайници, и човекът. Най-чувствителни са кози, овце, елени следвани от говеда, биволи камили и еквиди. Свинете притежават известна устойчивост, но въпреки това боледуват от т.нар. гърлена форма на антракс. Човекът е по-слабо чувствителен от преживните и конете, но е по-възприемчив от свинете. В естествени условия птиците не боледуват. Хищните бозайници могат да се заразят след консумация на голямо количество заразено месо, но много хищници изглежда имат естествена резистентност към антракса. Птиците също притежават сравнителна устойчивост към заразяване с антракс, въпреки че има съобщения за развитие на болестта в щрауси, врани, канарчета и патици.. Причината за тази известна устойчивост се дължи на факта, че телесната температура на птиците се движи в рамките на 40 – 42 °C – температура, намираща се на границата с максималната и малко над тази, при която се размножават антраксните бацили. Спори на антраксните бацили са открити при много птици, предимно хищни. В случая обаче те служат като механичен преносител на заразата като обсеменяват нови места със спори отделени с фекалиите. Земноводните, влечугите и рибите не са податливи на заразяване.
От опитните животни най-възприемчиви са белите мишки, морските свинчета и зайците. Всички те развиват сепсис с летален изход. В кръвта им се намира голямо количество антраксни бацили с типична морфология.

## Патогенеза
Входна врата за причинителите на антракса са наранената кожа по откритите части на тялото и лигавиците. Дори и минимални лезии по повърхностния епител на кожата, конюнктивите, стомашно-чревния тракт и дихателните пътища са достатъчни за проникване и намножаване на микроорганизмите. В мястото на проникване спорите прорастват и бацилът започва да се намножава и заедно с това да отделя токсични субстанции. Отделеният екзотоксин уврежда ендотела на лимфните съдове. Това патогенно действие забавя силно всмукването на вода и белтъци. На входното място се развива оток и некроза на тъканите.
При относително по-устойчиви животни и при хората инфекциозният процес протича под формата на антраксен карбункул. Най-напред се появява папула, която бързо се превръща в мехурче със серозно съдържание. Няколко часа по-късно обаче мехурчето потъмнява и се превръща в пустула с некротичен център. Около мехурчето се оформя червена възпалителна зона.
Проникването на антраксните бацили в лимфните съдове се демонстрира с хеморагично-некротичен лимфангит и лимфонодулит. Една част от бацилите загиват тук, но друга част от тях проникват в кръвния ток като предизвикват сепсис. Разсейването на причинителя в различни органи и системи с помощта на кръвния ток води до появата на менингоенцефалит, чревна или белодробна форма на болестта.
Кожната форма се манифестира с т.нар. антраксен карбункул. Той е проява на локално серозно-хеморагично възпаление и некроза на повърхностния епител. Образува се тъмночерна, с цвят подобен на въглен кора. Оттук идва и наименованието на болестта anthrax – въглен.
Чревната форма се проявява с хеморагично възпаление и разязвяване на чревната лигавица. При това се образува чревен карбункул. Съпътства се от силен оток на коремницата.
Белодробната форма се проявява като хеморагичен трахеит, бронхит, серозно-хеморагична пневмония и плеврит.
Интоксикацията на организма се обуславя от антраксния екзотоксин. От местата на локализиране на причинителите след разпространението им чрез кръвта се наблюдава отново намножаване и отделяне на екзотоксини. Екзотоксинът системно прониква в телесните течности и предизвиква невъзвратими метаболитни и морфофункционални смущения. Появяват се признаци на вторичен шок, демонстрирани с повишаване на пропускливостта на кръвните и лимфните съдове, кръвоизливи по лигавиците и серозите.
След преболедуване се формира противоантраксен имунитет.

## Клинични признаци

### Форми и симптоми
В зависимост от начина на заразяване (чрез досег с кожата, вдишване или поглъщане на спори), болестта може да придобие една от следните форми:
Кожна формаИнфекцията започва като пъпка, подобна на ухапване от насекомо. След 1 – 2 дни се развива във везикула, а после в язва (най-често безболезнена). Лимфните възли в конкретната област от тялото отичат. 20% от нелекуваните случаи завършват със смърт. Именно тази форма на болестта е наричана синя пъпка или сибирска язва.
Инхалационна формаВ началото симптомите са като тези на настинка. След няколко дни се развиват в затруднено дишане. Тази разновидност на антракс обикновено завършва със смърт.
Стомашно-чревна формаПървите признаци на болестта са повръщане и висока температура. Следват болки в корема, повръщане на кръв и тежка диария. Над 50% от случаите завършват със смърт.

## Лечение
За лечение обикновено се предписват антибиотици. Лечението трябва да започне в началния стадий на болестта. Ако не се лекува, антраксът завършва със смърт.

## Профилактика
Най-лесния начин за предпазване е ваксинацията. Тя представлява три подкожни инжекции през две седмици, а след това три инжекции през половин година. Желателно е ежегодното ваксиниране.

## Биологично оръжие
Още в Средновековието трупове на умрели хора и животни са използвани по време на война с цел постигане на успех. Практикувало се е изхвърляне на труповете с помощта на катапулти през крепостни стени на обсадени градове. Войските чакали докато населението вътре измре от зловонието и плъзналите зарази.
По време на Първата световна война германски учени експериментират с антраксни животни на Балканите. Поради липса на успех програмата е прекратена.
Въоръжените сили на Япония експериментират с антракс през 1932 г. в Манджурия. Проектът е разработван в т.нар. „Отряд 731“, където са извършвани експерименти над около 3000 военнопленници. Освен с антракс се е експериментирало и с причинители на други заболявания.
През Втората световна война Франция разработва антракса като биологично оръжие. След превземането на страната от немските войски програмата е разкрита и продължена от немски учени, въпреки изричната забрана на Хитлер. Предполага се, че през същия период САЩ разработват антраксни бомби.
През 1942 г. Великобритания извършва тестове с антракс на шотландския остров Груинард. Почти петдесет години той остава забранен за достъп на цивилно население. През 1980-те на острова е извършена дезинфекция с около 200 тона формалдехид..
Съветският съюз усилено експериментира с антракс. В секретен изследователски център до град Свердловск е изградена лаборатория за производство на антраксни спори. Същите биват пренасяни и складирани на остров Возрождение, където са изпитвани върху животни. В резултат на техническа грешка в края на март 1979 г. в Свердловск в атмосферата са изпуснати антраксни спори. За три месеца в района на лабораторията заболяват стотици хора от антракс като над 60 от тях умират. Днес остров Возрождение е полуостров в резултат на пресъхването на Аралско море, поделен между две постсъветски страни – Казахстан и Узбекистан. Лабораторията е демонтирана през 1992 г., а районът изоставен. Днес Возрождение е изправен пред екологична катастрофа.

## Интересни факти
Антраксът е причина за ежегодната смърт на 2000 до 4000 хипопотама в Африка.